# Аксаринское сельское поселение (Тюменская область)
Аксаринское сельское поселение — муниципальное образование в Ярковском районе Тюменской области.
Административный центр — деревня Аксарина.

## Состав поселения
В состав сельского поселения входят: 
- деревня Аксарина
- деревня Антипина
- село Бачелино
- деревня Шатанова